# Xylocopa bryorum
Xylocopa bryorum, ou Xylocopa (Koptortosoma) bryorum, é uma espécie de abelha carpinteiro. É distribuído no Sri Lanka, Maldivas, Bangladesh, Laos, Vietnã, Tailândia.

## Leituras recomendadas
- Ruggiero M. (project leader), Ascher J. et al. (2013). ITIS Bees: World Bee Checklist (version Sep 2009). In: Species 2000 & ITIS Catalogue of Life, 11 March 2013 (Roskov Y., Kunze T., Paglinawan L., Orrell T., Nicolson D., Culham A., Bailly N., Kirk P., Bourgoin T., Baillargeon G., Hernandez F., De Wever A., eds). Digital resource at www.catalogueoflife.org/col/. Species 2000: Reading, UK.
- John Ascher, Connal Eardley, Terry Griswold, Gabriel Melo, Andrew Polaszek, Michael Ruggiero, Paul Williams, Ken Walker, and Natapot Warrit.